# Sisyra amazonica
Sisyra amazonica is een insect uit de familie sponsvliegen (Sisyridae), die tot de orde netvleugeligen (Neuroptera) behoort. 
Sisyra amazonica is voor het eerst wetenschappelijk beschreven door Penny in 1981.